# 查克旦
查克旦（穆麟德轉寫：jakdan），滿洲鑲白旗，清朝政治人物、清朝工部尚書。
曾任額外尚書。雍正十三年六月癸未，接替巴泰，擔任清朝工部尚書，后改漕運總督。由來保接任。